# Australská armáda
Australská armáda (anglicky Australian Army) je pozemní složkou Australských ozbrojených sil. Spolu s Australským královským námořnictvem (anglicky Royal Australian Navy) a Australským královským letectvem (anglicky Royal Australian Air Force) tvoří Australské obranné síly (anglicky Australian Defense Force). V čele armády stojící vrchní velitel se zodpovídá jak vrchnímu veliteli obranných sil, tak přímo ministrovi obrany. Australská armáda byla zformována již v březnu 1901 a ačkoliv se její příslušníci za dobu existence zapojili do mnoha bitev, pouze během druhé světové války čelila přímému útoku i jejich domovina.

## Historie
Australská armáda byla zformována v březnu 1901 a vznikla sloučením šesti nezávislých koloniálních vojenských útvarů.
Při pohledu na celou historii australské armády můžeme najít důležitý milník, rok 1947, kterým můžeme vymezit dvě vývojová období:
- období 1901 - 1947 - doba, kdy byla velikost pravidelné armády omezena a v dobách míru tvořily většinu australské armády jednotky rezervistů z Citizens Military Forces (~ Občanské vojenské síly, také známé jako Militia/milice) a expedičních sil, které byly formovány pro jejich nasazení v zámoří (jmenovitě šlo o First Australian Imperial Force a Second Australian Imperial Force).[3][4]
- období po roce 1947 - doba, kdy byla velikost pravidelné armády zvětšena a role rezervistů ztratila na svém významu[3][4]

Za svou dlouhou historii bojovali příslušníci australské armády v mnoha velkých válkách, včetně druhé búrské války (1899 - 1902), první světové války (1914 - 1918), druhé světové války (1939 - 1945), korejské války (1950 - 1953), války ve Vietnamu (1962 - 1973), stejně jako války v Afghánistánu (2001 - 2021) a války v Iráku (2003 - 2009). Od roku 1947 byla kromě bojových misí nasazena i v řadě misí mírových, většinou pod záštitou OSN.

## Současná struktura

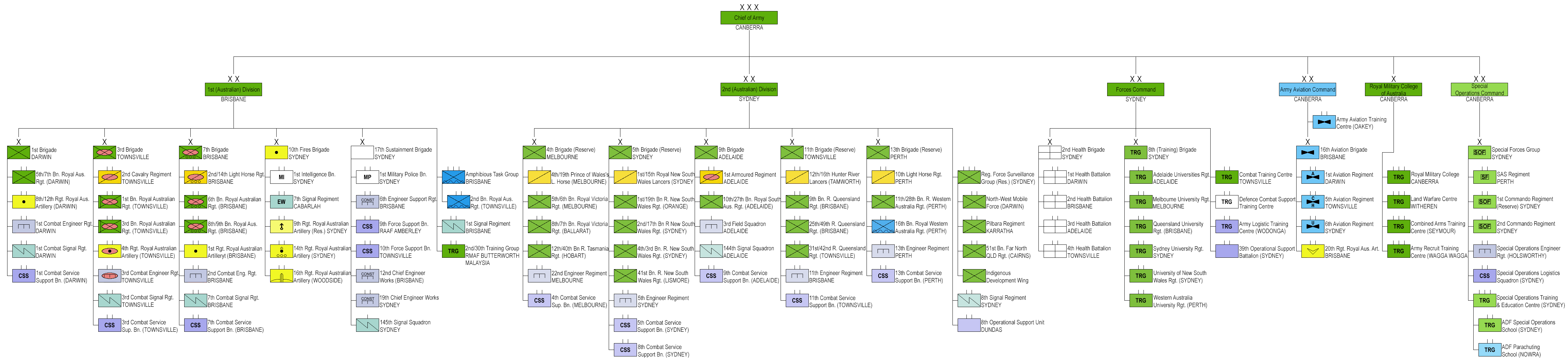
Struktura australské armády 2025

### 1. divize
Tato divize vykovává úkoly vyžadující vysokou úroveň výcviku a jsou nasazováni do rozsáhlých pozemních operací. Z tohoto důvodu bylo v roce 2009 rozhodnuto o tom, že k této divizi nebudou přiřazeny žádné bojové jednotky. K porušení tohoto pravidla došlo v říjnu 2017, kdy byl k divizi trvale přiřazen 2. prapor Australského královského pluku, který plní funkci speciální jednotky pro obojživelný boj.

### Forces Command

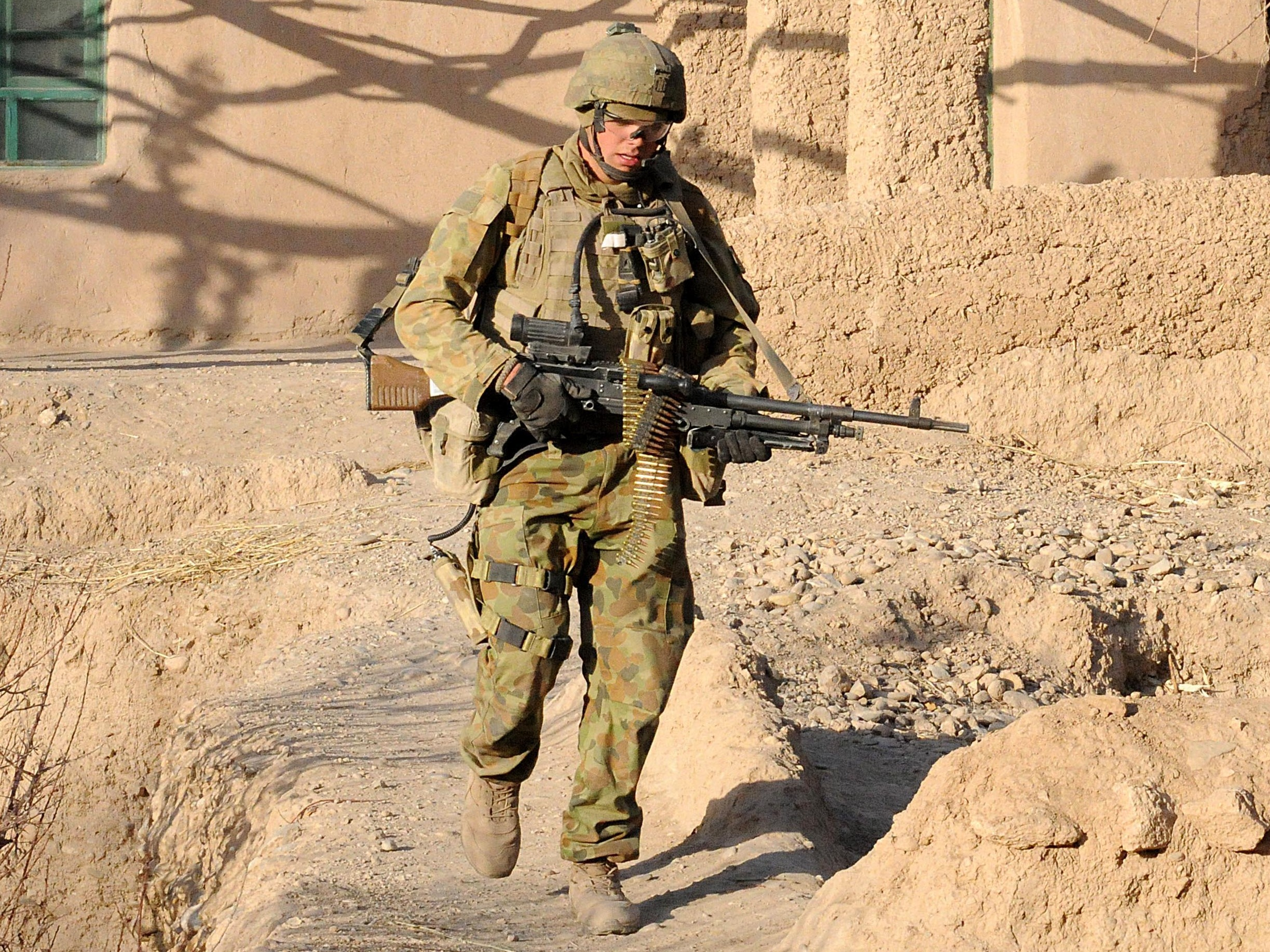
Australský voják vyzbrojený kulometem FN MAG během války v Afghánistánu.

Toto velitelství je zodpovědné za bojové jednotky a spadá pod něj 85% armádních zaměstnanců. Toto velitelství není ani operační a ni připravené k nasazení v boji. Její struktura je následující:
- 1. brigáda - bojová brigáda plnící řadu rolí se základnou v Darwinu a Adelaide
- 3. brigáda - bojová brigáda plnící řadu rolí se základnou v Townswillu
- 6. brigáda - smíšená brigáda se základnou v Sydney
- 7. brigáda - bojová brigáda plnící řadu funkcí se základnou v Brisbane
- 16. letecká brigáda - armádní letecká brigáda se základnou v Brisbane
- 17 Combat Service Support Brigade - logistická brigáda se základnou v Sydney
- 2. divize - divize starající se o administrativu jednotek rezervní armády s velitelstvím v Sydney
  - 4. brigáda (Victoria)
  - 5. brigáda (Nový Jižní Wales)
  - 8. brigáda - výcviková brigáda s dílčími jednotkami po celé Austrálii
  - 9. brigáda (Jižní Austrálie a Tasmánie)
  - 11. brigáda (Queensland)
  - 13. brigáda (Západní Austrálie)

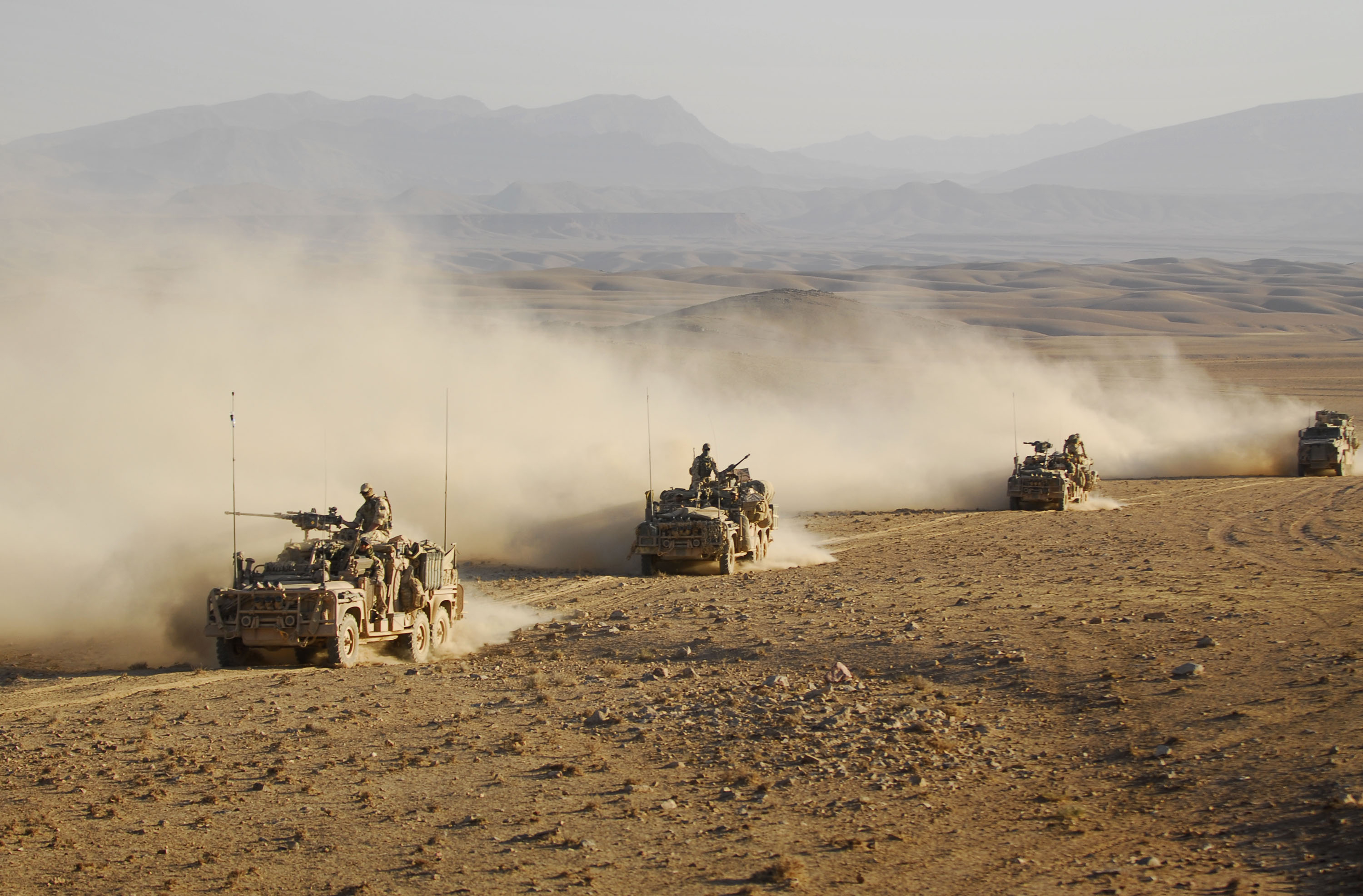
Australské speciální síly v Afghánistánu v roce 2009.

Dále pod velení Forces Command spadají:
- Armádní náborové a výcvikové středisko, Kapooka (Nový Jižní Wales)
- Královská vojenská akademie v Duntroonu
- Kombinované armádní výcvikové středisko, Puckapunyal (Victoria)
- Armádní logistické výcvikové středisko v Boneggile (Victoria) a Bandiana (Victoria)
- Armádní letecké výcvikové středisko, Oakey (Queensland)[6]

### Speciální síly
Velení speciálních operací (Special Operations Command) bylo zformováno 5. května 2003 a sdružuje všechny jednotky pro speciální operace a má stejné postavení jako ostatní velení v rámci Australských obranných sil.

## Hodnosti
Hodnosti používané v australské armádě vycházejí z hodností používaných britskou armádou a odpovídá to i jejich vzhledu. Důstojnické výložky jsou totožné jako britské, liší se pouze páskou s nápisem 'Australia'. Z poddůstojnických hodností se od britské verze liší pouze výložky pro hodnost Warrant Officer, kdy je vzhled přizpůsoben australským potřebám, například je na něm erb Austrálie, nikoli Británie.

### Důstojnické hodnosti
Na důstojnických výložkách najdeme tři druhy symbolů: hvězda odvozená od Báthského řádu, koruna, jejíž vzhled se v průběhu let měnil a od korunovace Alžběty II. má vzhled Koruny svatého Eduarda a skřížený meč a obušek, tento symbol byl používán již generály britské armády nejméně od roku 1800.
- Field Marshal (FM) – polní maršál – tato hodnost je většinou rezervována pro válečné období a ceremoniální účely, není používána jako pravidelná hodnost. V historii australské armády byli do této hodnosti povýšeni pouze tři muži: Sir Thomas Blamey, který je také jedním australským rodákem, který tuto hodnost obdržel, dále se čestnými držiteli hodnosti stali Lord Birdwood a také Princ Philip, vévoda z Edinburghu.[7]
- General (GEN) – generál – tato hodnost se od konce druhé světové války uděluje pouze vrchnímu veliteli obranných sil
- Lieutenant General (LTGEN) – generálporučík
- Major General (MAJGEN) – generálmajor
- Brigadier (BRIG) – brigádní generál
- Colonel (COL) – plukovník
- Lieutenant Colonel (LTCOL) – podplukovník
- Major (MAJ) – major
- Captain (CAPT) – kapitán
- Lieutenant (LT) – poručík
- Second Lieutenant (2LT) – podporučík – tato hodnost se již v australské armádě nepoužívá a absolventi Královské vojenské akademie v Duntroonu vstupují do armády v hodnosti poručíka

Pro studenty Akademie australských obranných sil a Královské vojenské akademie v Duntroonu se používají zvláštní kadetské hodnosti. Těmito hodnostmi jsou:
- Staff Cadet (SCDT) – štábní kadet – hodnost používána pro studenty Akademie australských obranných sil
- Officer Cadet (OCDT) – důstojnický kadet – hodnost používaná pro studenty Královské vojenské akademie v Duntroonu

Field Marshal
General
Lieutenant General
Major General
Brigadier
Colonel
Lieutenant Colonel
Major
Captain
Lieutenant
Second Lieutenant
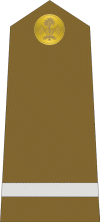
Officer Cadet

### Ostatní hodnosti
- Warrant Officer (WO) - tuto hodnost má pouze Regimental Sergeant Major of the Army a je používán od roku 1991
- Warrant Officer Class One (WO1)
- Warrant Officer Class Two (WO2)
- Staff Sergeant (SSGT) - štábní seržant
- Sergeant (SGT) - seržant
- Corporal nebo Bombardier (CPL nebo BDR) - desátník - hodnost Bombardier je používána pouze Královským plukem australského dělostřelectva, ostatní složky armády používají označení Corporal[8]
- Lance Corporal nebo Lance Bombardier (LCPL nebo LBDR) - svobodník - hodnost Lance Bombardier je používána pouze Královským plukem australského dělostřelectva, ostatní složky armády používají označení Lance Corporal[8]
- Private Proficient (PTE(P))
- Private (PTE) - vojín - tato hodnost je u různých jednotek nazývána odlišně. Některé útvary užívají pojem Private, jiné Musician (MUSN), Singnalman (SIG)[8], Gunner (GNR), Trooper (TPR), Sapper (SPR), Craftsman (CFN), Patrolman
- Private (pre-completion of initial employment training) - hodnost vojína, která je používána ještě před dokončením počátečního výcviku
- Recruit (REC/PTE(R)) - hodnost pro příslušníky armády během základního výcviku

Warrant Officer
Warrant Officer First Class
Warrant Officer Second Class
Staff Sergeant
Sergeant
Corporal/Bombardier
Lance Corporal/Lance Bombardier

## Výzbroj
| Palné zbraně                 | útočná puška F88 Austeyr, kulomet F89 Minimi, poloautomatická pistole Browning Hi-Power, kulomet MAG-58, poloautomatická odstřelovací puška SR-25, odstřelovací puška SR-98, kulomet Mk48 Maximi, velkorážní puška AW50F, zkrácená útočná puška M4 karabina, poloautomatická pistole Heckler & Koch USP, útočná puška Heckler & Koch HK416, bitevní puška Heckler & Koch HK417, odstřelovací puška Blaser R93 Tactical, odstřelovací velkorážní puška Barrett M82, bitevní puška Mk 14 Enhanced Battle Rifle, samopal Heckler & Koch MP5 |
| Hlavní bitevní tank          | M1A1 Abrams |
| Obrněné vyprošťovací vozidlo | M88A2 Hercules |
| Průzkumné vozidlo            | ASLAV (Australian Light Armoured Vehicle) |
| Obrněný transportér          | M113 zmodernizován do verze M113AS3/4 standard |
| Lehká vozidla                | G-Wagen 4x4 a 6x6, Land Rover FFR a GS, Unimog 1700L |
| Pěchotní vozidla             | Bushmaster Protected Mobility Vehicle, HMT Extenda Mk1 Nary, HMT Extenda Mk2 |
| Dělostřelectvo               | polní dělo L118/L119 105mm, houfnice M198 155mm, houfnice M777 155mm, přenosný protiletadlový raketový systém RBS 70 |
| Radar                        | AN/TPQ-36, AMSTAR, AN/TPQ-48, GIRAFFE FOC |
| Bezpilotní letadlo           | Insitu Aerosonde, malý bezpilotní letoun Elbit Systems Skylark, Boeing ScanEagle |
| Vrtulníky                    | transportní vrtulník Boeing CH-47 Chinook, výcvikový vrtulník Eurocopter EC135, bitevní vrtulník Eurocopter Tiger, užitkový vrtulník Sikorsky S-70 Black Hawk, užitkový vrtulník NHIndustries MRH-90 Taipan |

## Fotogalerie

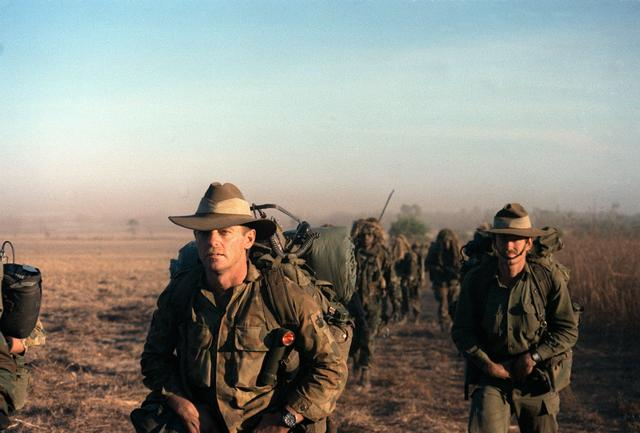
Pochodující pěchota během cvičení „Kangaroo '89“
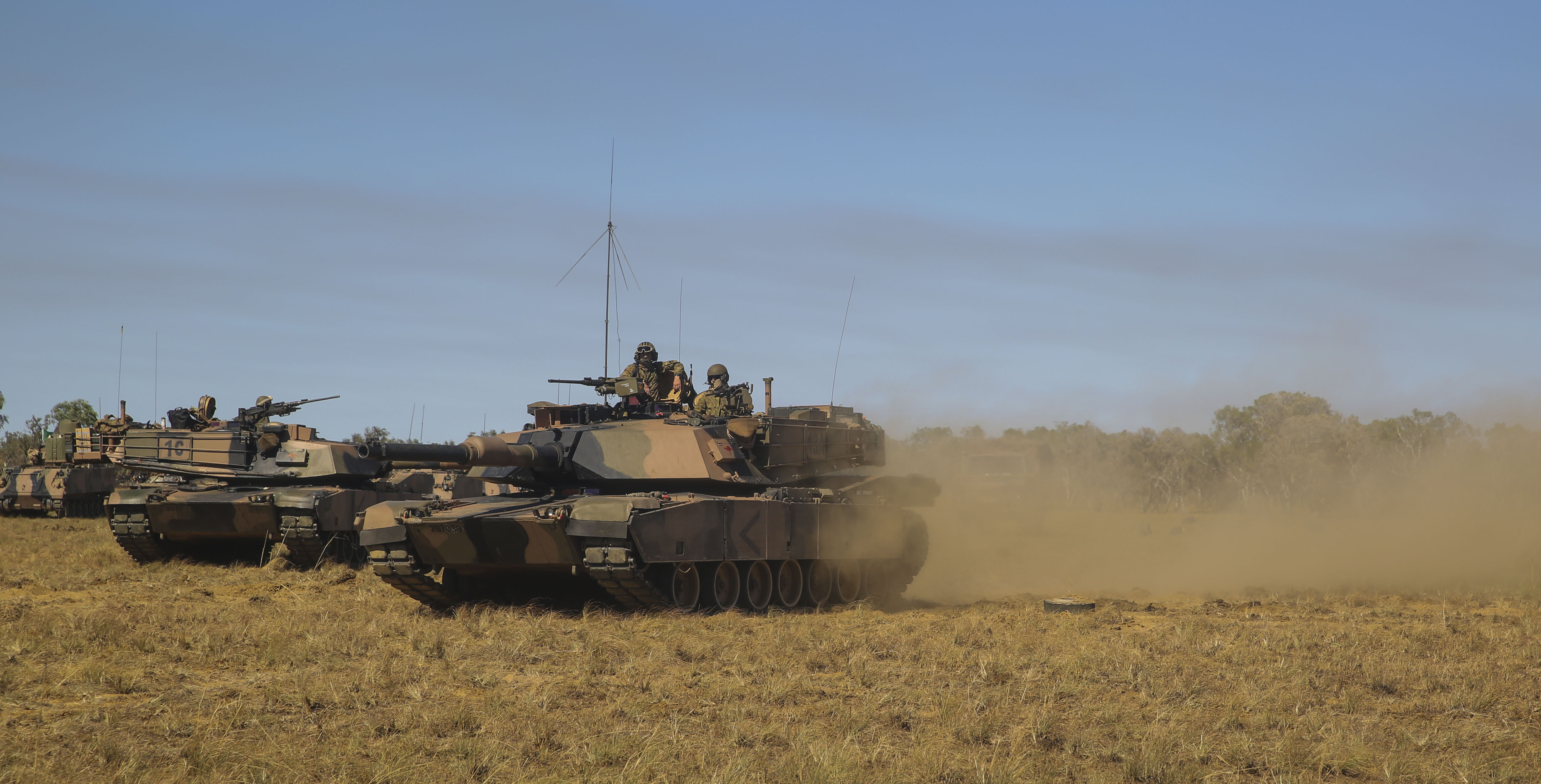
Tanky M1 Abrams
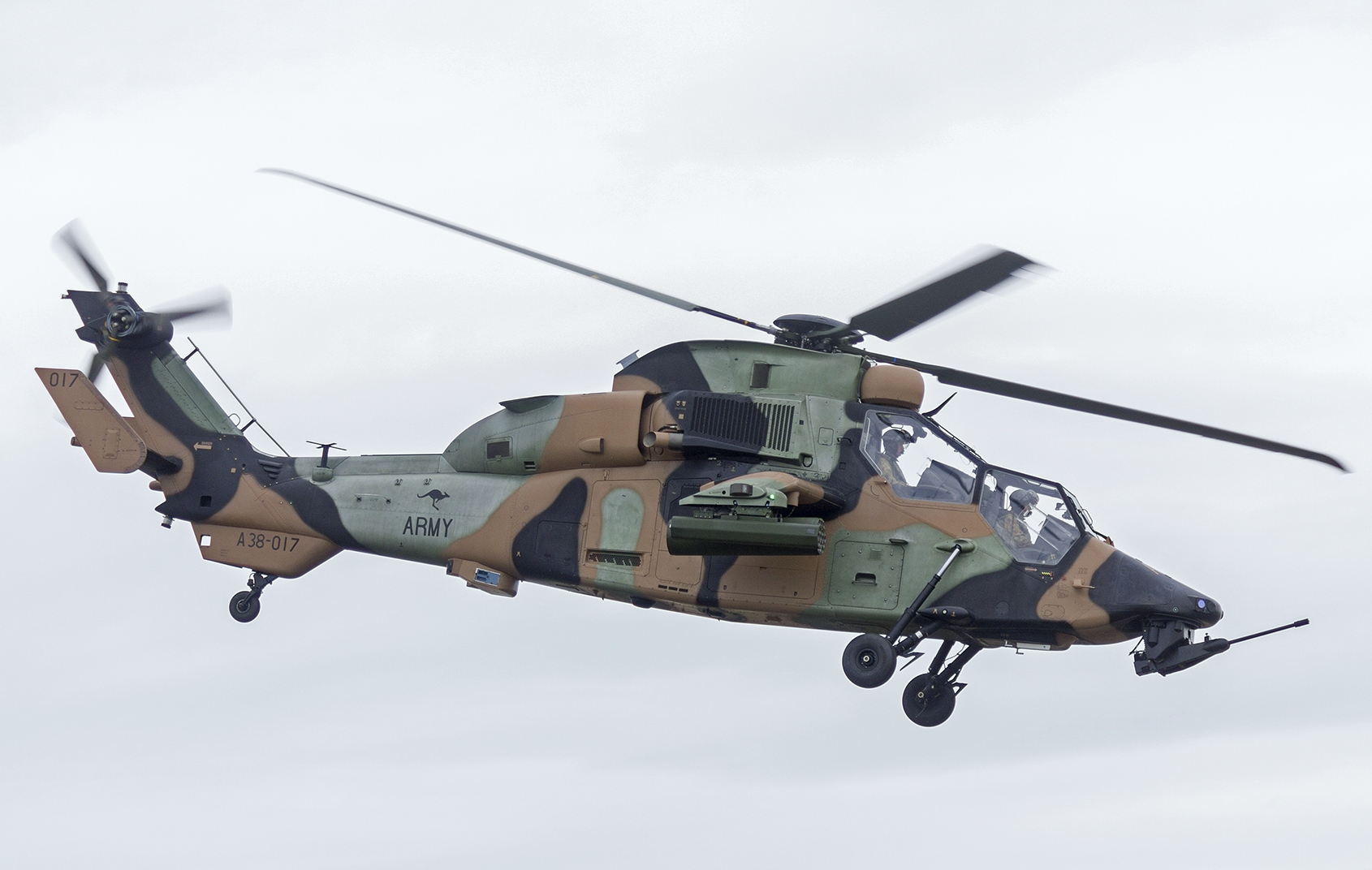
Vrtulník Tiger ARH
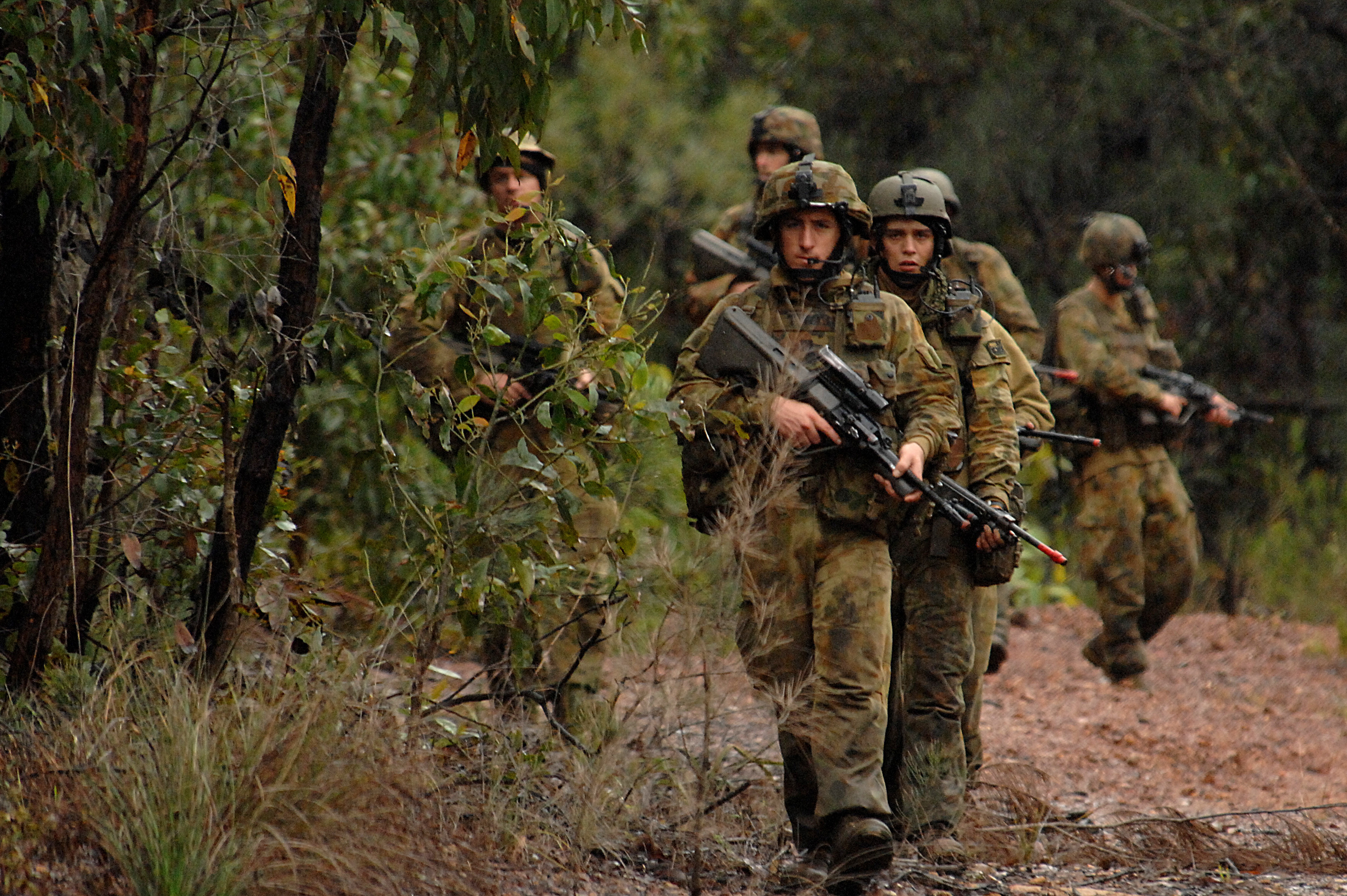
Pěší hlídka na manévrech „Talisman Sabre 2007“
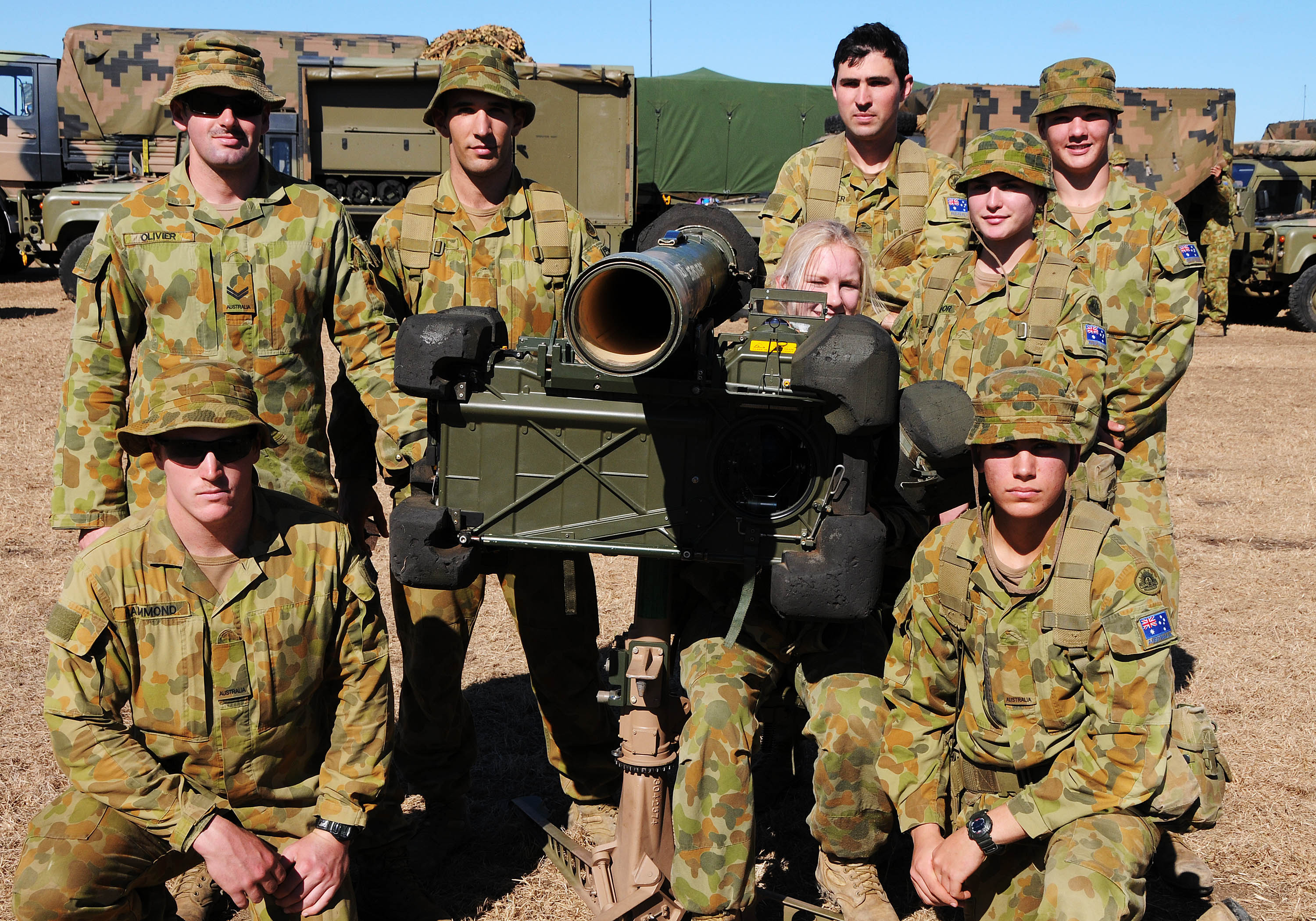
Příslušníci protiletadlové jednotky s odpalovacím zařízením RBS-70
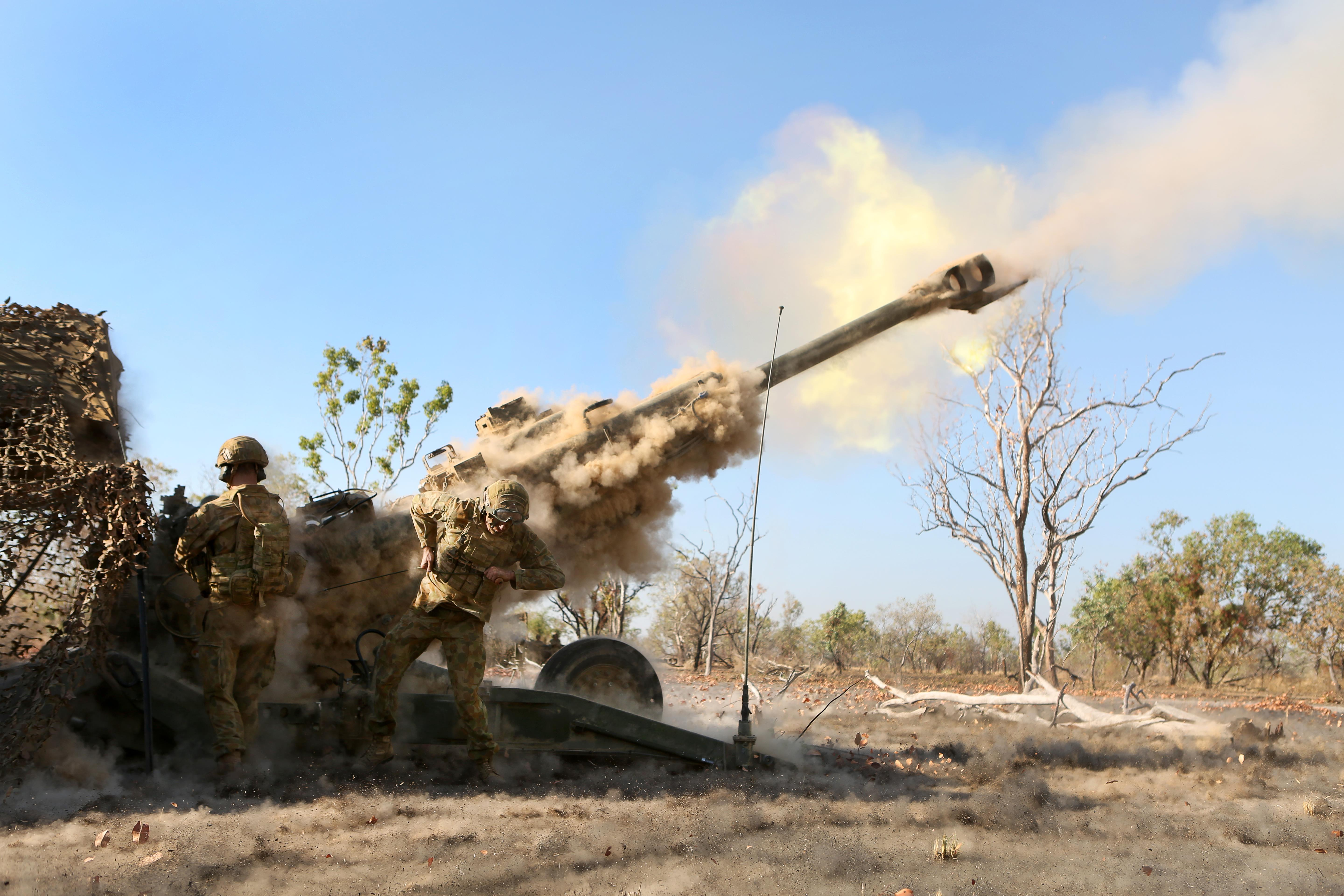
Australští vojáci pálí z 155mm houfnice M777, srpen 2016